# Space Police - Defenders of the Crown
Space Police - Defenders of the Crown è il decimo album discografico in studio del gruppo musicale power metal tedesco degli Edguy, pubblicato nel 2014 dalla Nuclear Blast.

## Tracce
1. Sabre & Torch – 5:00
2. Space Police – 5:59
3. Defenders of the Crown – 5:39
4. Love Tyger – 4:26
5. The Realms of Baba Yaga – 6:06
6. Rock Me Amadeus (Falco cover) – 3:20
7. Do Me Like a Caveman – 4:09
8. Shadow Eaters – 6:08
9. Alone in Myself – 4:36
10. The Eternal Wayfarer – 8:50

## Formazione
- Tobias Sammet - voce, tastiere
- Jens Ludwig - chitarra
- Dirk Sauer - chitarra
- Tobias Exxel - basso
- Felix Bohnke - batteria

## Classifiche
| Classifica (2014)               | Posizione raggiunta |
| ------------------------------- | ------------------- |
| Media Control Charts (Germania) | 2                   |